# Lourdes BC
Lourdes Basket Club était un club français de basket-ball basé à Lourdes. Il a évolué en Pro B (sa meilleur division nationale) pendant une saison et demie. 

## Historique
Champion de France de Nationale 3 en 1990. Le club évolue en Nationale 2 les trois suivantes et décroche une montée en Pro B en 1993. Pour sa première année en deuxième division nationale 1993-1994, le club se classe 8e avec 18 victoires pour 16 défaites. Le club est liquidé par le Tribunal de Grande Instance de Tarbes le 21 décembre 1994 et le club lourdais est forfait, il comptait jusque-là trois victoires pour neuf défaites sur cette saison 1994-1995.  
En 2010, le club fusionne avec Tarbes UB et donne un nouveau club nommé Union Tarbes-Lourdes Pyrénées Basket. 

### Palmarès
- Champion de France de NM3 : 1990

### Joueurs célèbres ou marquants
- Fabien Dubos

### Entraîneurs successifs
- 1993-en cours de saison 1994-1995 :  Patrick Maucouvert

### Salle
Le Palais des Sports de Lourdes a une capacité de 900 places.